# Gottesmann Katalin
Gottesmann Katalin, született  Katalin Hatvany de Hatvan (első férje nevén Gottesmann Katalin, majd Katalin zu Windisch-Graetz; Budapest, 1947. december 30.) modell, manöken, divattervező, designer.

## Élete

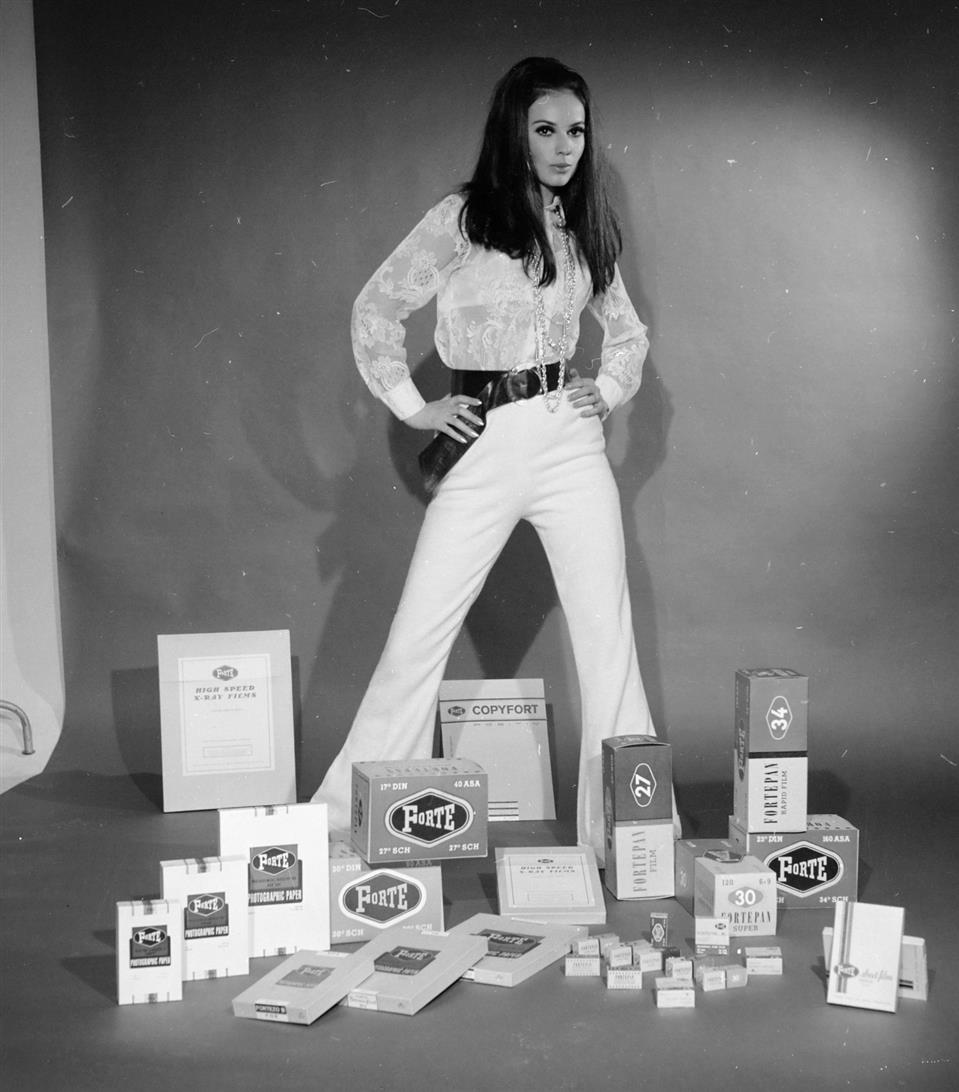
1969-ben

A 60-70-es évek sztármanökenje. Első férje ruhagyáros volt, majd Hugo Weriand Antonius zu Windisch-Graetz felesége lett.  16 éves korában kezdett el modellkedni. Rotschild Klára foglalkoztatta, a leghíresebb modellek egyike lett.
Fotósai voltak többek közt Komlós Lili, Ács Irén, Bara István fotóművészek. Dévényi Tibor, Három kívánság című műsorában is fellépett.
Poliglott (többnyelvű) személy, kiválóan beszéli az angol, német, francia, olasz nyelveket.
Divattervezőként volt ismert Ausztriában, Amerikában.
Az általa tervezett modellek Magyarországon is népszerűek lettek, például a Haris közben is nyílt Katalin zu Windisch-Graetz divatház. 1969-ben költözött Ausztriába.
Rendszeresen jótékonykodott, az állami gondozottakat segítette, például bálon, amelyet ő szervezett. Meghívták New Yorkba, kollekcióiját a Vogue és a Harper's Bazaar fotózásához fényképezték. 1 év alatt sikeres lett. Ott találkozott férjével, Hugo Weriand Antonius zu Windisch-Graetz herceggel.
2012-ben alapította a KZW Pet Interiorst, egy luxus kisállat bútorok gyártójaként.